# Tarzana
Tarzana ist ein Stadtteil von Los Angeles im US-Bundesstaat Kalifornien.  Das wohlhabende Viertel mit 37.778 Einwohnern verfügt über einen hohen weißen Bevölkerungsanteil (70,7 %) und ein für die Stadt Los Angeles überdurchschnittliches Jahreseinkommen von 73.195 US-Dollar (Daten aus 2008).

## Geschichte

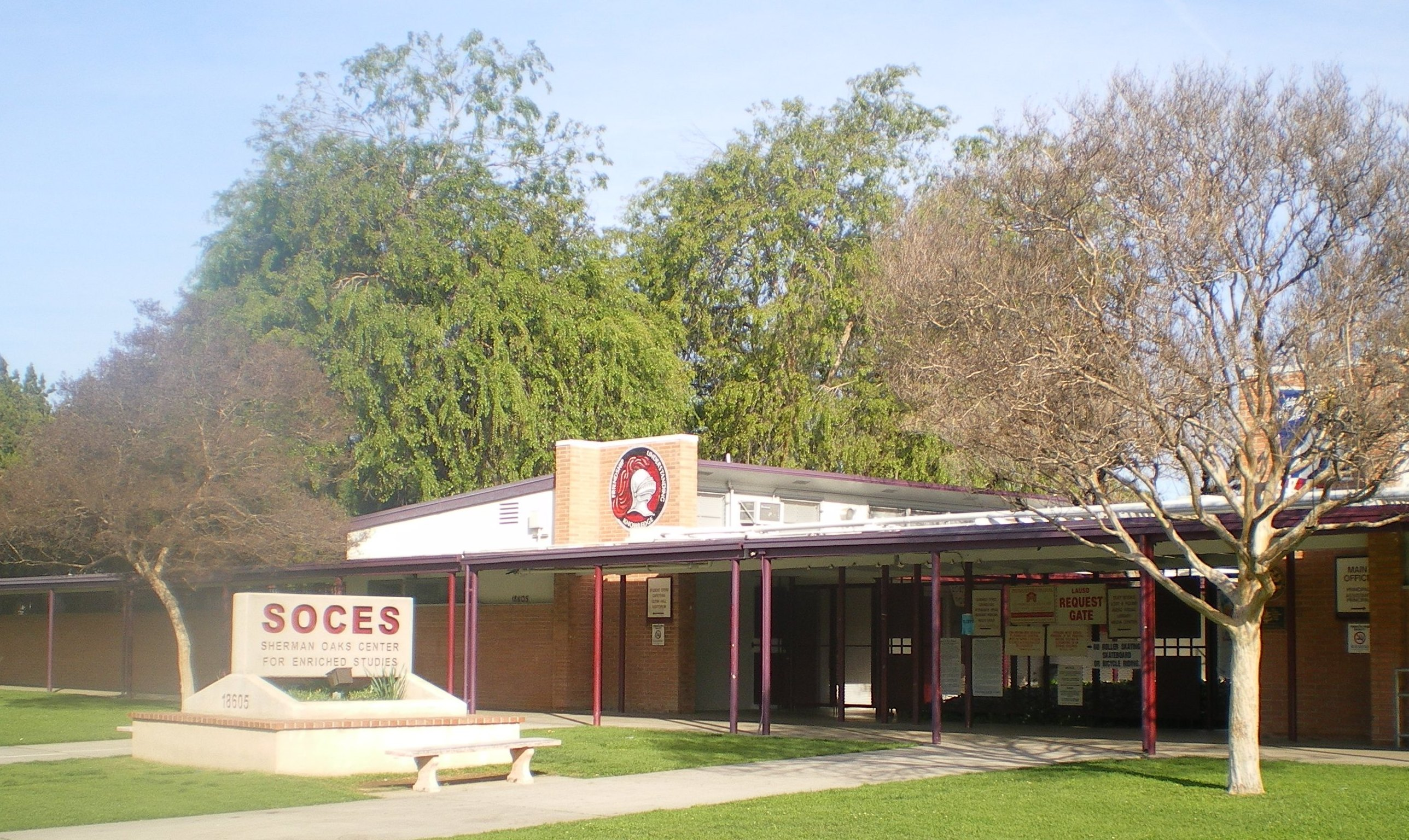
Das Sherman Oaks Center for Enriched Studies in Tarzana ist eine begehrte öffentliche Schule im San Fernando Valley.

Tarzana ist eine der ältesten Gemeinden im San Fernando Valley. Der spanische Soldat Gaspar de Portolà war 1769 der erste Weiße, der das Valley besuchte und die heutige Gemeinde Tarzana war der zweite Ort des Valley, den er bei seinem Besuch durchquerte. Noch im selben Jahrhundert gründeten franziskanische Ordensbrüder die Mission San Fernando und das heutige Gebiet von Tarzana war ein Teil von dessen Landfläche.
In den 1870er Jahren wurde die südliche Hälfte des Valley an die Los Angeles Farm Homestead Association verkauft und in den 1880er Jahren wurde das Gebiet zu einem gigantischen Weizenfeld umgestaltet. 1909 wurde das Land an die Los Angeles Suburban Homes Company verkauft, womit der Weg zur heutigen Gemeinde geebnet wurde.
1919 erwarb der Tarzan-Autor Edgar Rice Burroughs die hiesige Otis-Ranch, ließ auf deren Gelände sein neues Anwesen errichten und gab dem Landgut  den Namen Tarzana Ranch. Drei Jahre später kaufte Charles L. Daniels eine 1.295.008 m² große Landfläche, die an die Tarzana Ranch grenzte. Auf diesem Gelände gründete Daniels eine neue Ortschaft namens Runnymede mit dem Ziel, Landwirte anzulocken, die sich hier niederlassen sollten. Bereits ein Jahr später stellte auch Burroughs einen Teil seines Landes für diesen Zweck zur Verfügung und innerhalb von wenigen Jahren entstand in dem Gebiet eine landwirtschaftliche Siedlung.
Im Jahr 1927 beantragten die Anwohner ihr eigenes Postamt und weil es in Kalifornien bereits eine Gemeinde namens Runnymede gab, musste ein neuer Name gefunden werden. Man verständigte sich auf den Namen Tarzana und mit Wirkung vom 12. Dezember 1930 erhielt die Gemeinde ihr eigenes Postamt. Zu jener Zeit hatte die Gemeinde rund 300 Einwohner.
In den 1930er und frühen 1940er Jahren wuchs die Gemeinde nur langsam, doch nach dem Zweiten Weltkrieg setzte ein wahrer Boom ein und Tarzana wuchs zur Kleinstadt heran.

## Persönlichkeiten

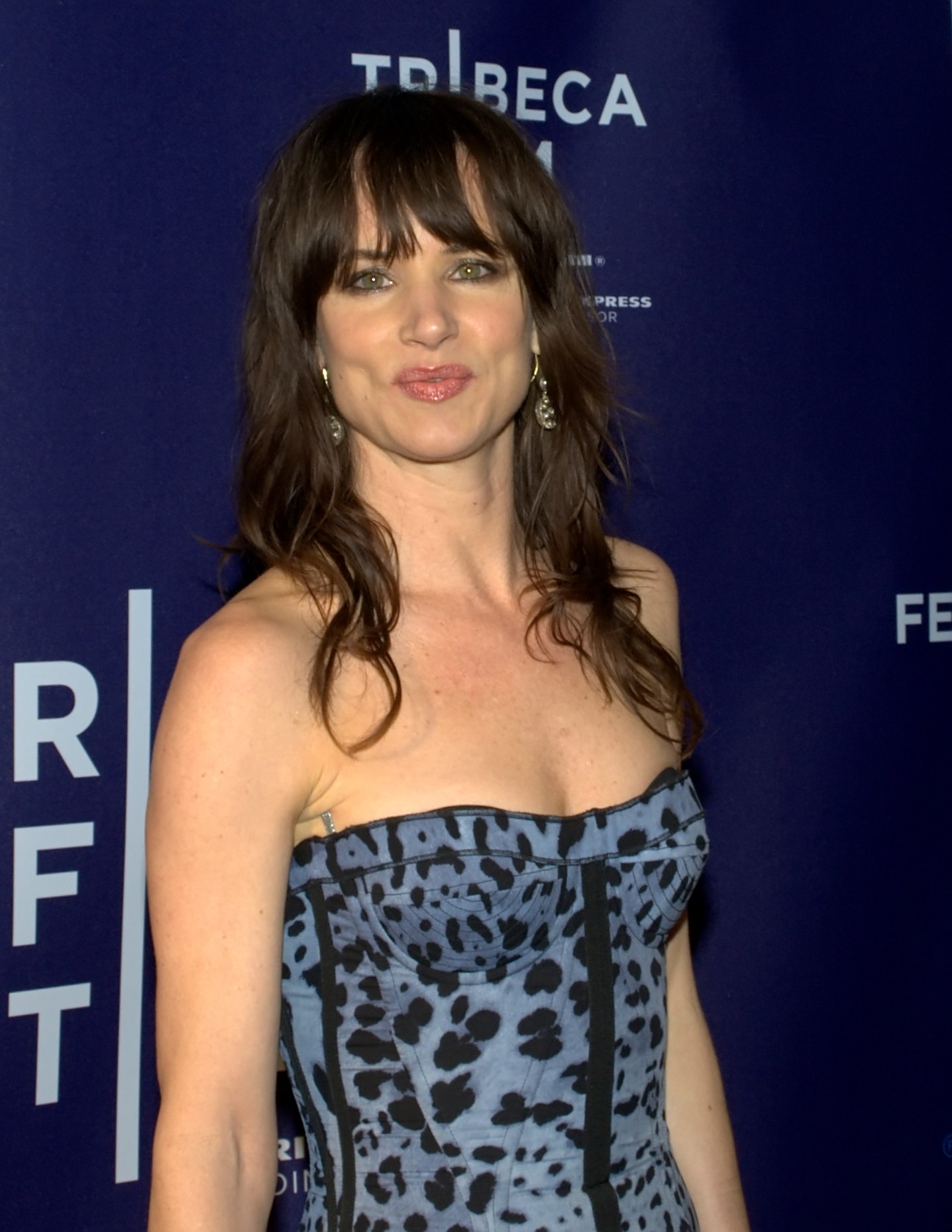
Die Schauspielerin Juliette Lewis wuchs auf einer Ranch in Tarzana auf.

### Geboren in Tarzana
- Jasmine Jessica Anthony (* 1996), Schauspielerin
- David Berman (* 1973), Schauspieler
- Doja Cat (* 1995), Musikerin
- Estee Chandler (* 1964), Schauspielerin
- Stuart Cornfeld (1952–2020), Filmproduzent
- Mike Day (* 1984), Radrennfahrer
- Phillip Glasser (* 1978), Schauspieler
- Aaron Gray (* 1984), Basketballspieler
- Hana Hatae (* 1988), Schauspielerin
- Jenny Johnson Jordan (* 1973), Beachvolleyballspielerin
- Scott Kevorken (* 1991), Volleyballspieler
- Blake Lively (* 1987), Schauspielerin
- Bret Loehr (* 1993), Schauspieler
- Jon Lovitz (* 1957), Schauspieler
- Travis Rettenmaier (* 1983), Tennisspieler
- Hailee Steinfeld (* 1996), Schauspielerin
- Meilen Tu (* 1978), Tennisspielerin
- Benny Urquidez (* 1952), Kampfkünstler und Schauspieler

### Gestorben in Tarzana
- Frank Aletter (1926–2009), Schauspieler
- Bill S. Ballinger (1912–1980), Schriftsteller
- Frances Bay (1919–2011), kanadische Schauspielerin
- Jon Cedar (1931–2011), Schauspieler
- Mike Connors (1925–2017), Schauspieler
- Charles Correll (1944–2004), Regisseur
- Pete Eberling (1952–2007), Eisschnellläufer
- Sandy Feldstein (1940–2007), Komponist
- Ray Heindorf (1908–1980), Komponist
- John Hodiak (1914–1955), Schauspieler
- Morgan Jones (1928–2012), Schauspieler
- Arnold Laven (1922–2009), Regisseur
- Joe Mantell (1915–2010), Schauspieler
- Julie Parrish (1940–2003), Schauspielerin
- Ray Rennahan (1896–1980), Kameramann
- Lou Scheimer (1928–2013), Filmproduzent
- Jack Shea (1928–2013), Regisseur
- Bobby Womack (1944–2014), Soulmusiker
- Jalil Zaland (1930 oder 1935–2009), afghanischer Musiker

### Weitere Bewohner
Die US-amerikanische Schauspielerin Juliette Lewis wuchs auf einer Ranch in Tarzana auf und auch der Science-Fiction-Schriftsteller Larry Niven lebte eine Zeitlang in Tarzana. In Tarzana lebt Saul Friedländer mit seiner Frau Ora.